# NGC 194
NGC 194 è una galassia ellittica situata nella costellazione dei Pesci.

## Scoperta
NGC 194 è stata scoperta il 25 dicembre 1790 dall'astronomo britannico di origine tedesca William Herschel.

## Gruppo di NGC 182
NGC 194 e le galassie NGC 182, NGC 198 e NGC 200 considerate assieme, formano il gruppo di NGC 182.